# 2 век пр.н.е.

## Събития
- Образува се държавата Пуйо в Манджурия
- Римската република се разраства на Изток и покорява Македония
- 171 пр.н.е. – Битка при Калиник. Македонците побеждават римските войски на консула Публий Лициний Крас.
- 180 пр.н.е. – Със закона Вилия в Древния Рим са установени правила за последователност при преминаване към магистратурата
- 146 пр.н.е. – разрушаване на Пунически Картаген
- 146 пр.н.е. – Рим завладява Елада – начало на общата политическа история на гръко-римския свят
- 139 пр.н.е. – партският цар Митридат I пленява селевкидския монарх Деметрий Никатор
- 134 пр.н.е. – започва война между Китай и хунну
- 129 пр.н.е. – партите превземат Ктезифон
- 127 пр.н.е. – китайският военачалник Уей Цин отблъсква хунну от Ордос
- 119 пр.н.е. – китайските войски принуждават хунну да отстъпят на север от Гоби

## Личности
- 190 г. пр.н.е. – починал Аполоний Пергски, дневногръцки математик (* 262 г. пр.н.е.)
- 183 г. пр.н.е. – самоотровил се Ханибал, картагенски военачалник (* 247 г. пр.н.е.)
- 156 г. пр.н.е. – роден Гай Марий, римски военачалник и политик († 86 г. пр.н.е.)
- 140 г. пр.н.е. – роден Тигран Велики, цар на Велика Армения († 55 г. пр.н.е.)
- 120 г. пр.н.е. – починал Полибий, гръцки историк (* 200 г. пр.н.е.)
- 116 г. пр.н.е. – роден Марк Теренций Варон, римски учен († 27 г. пр.н.е.)
- ок. 115 г. пр.н.е. – роден Марк Лициний Крас, римски консул и триумвир († 53 г. пр.н.е.)